# Klara Lassbiegler-Fauser
Klara Lassbiegler-Fauser (auch Clara Lassbiegler-Fauser, * 5. November 1890 in Stuttgart; † 22. Oktober 1970 in Schleswig) war eine deutsche Malerin und Grafikerin.

## Leben und Werk
Klara Lassbiegler-Fauser besuchte zunächst die Kunstgewerbeschule Stuttgart. Zwischen 1910 und 1914 besuchte sie dann die Damenklasse von Adolf Hölzel an der Kunstakademie Stuttgart. 1916 und 1917 studierte sie bei Hölzel als Meisterschülerin.
Klara Lassbiegler-Fauser fertigte Bildnisse, Stillleben und Landschaften. Nach der Kunsthistorikerin Anne-Kathrin Herber spürt man Hölzels Einfluss auch in den nach dem Studium entstandenen Werken Lassbieglers.

## Ausstellungsteilnahmen (Auszug)
- 1923: Stuttgarter Sezession (rekonstruiert: Blumenstücke).[1]
- 1924: Stuttgarter Sezession (Kohlezeichnungen: Rosen, Obstgarten).[1]
- 1926: Stuttgarter Sezession (Sonnenblumen, Frühlingsstrauß).[1]
- 1927: Stuttgarter Sezession (Frühlingsstrauß, Tulpen, Früchte).[1]
- 1929: Stuttgarter Sezession (Gemälde: Blumen).[1]